# Manalu Purba
Manalu Purba is een bestuurslaag in het regentschap Tapanuli Utara van de provincie Noord-Sumatra, Indonesië. Manalu Purba telt 1494 inwoners (volkstelling 2010).